# NGC 2386
NGC 2386 is een hemelobject van twee sterren in het sterrenbeeld Tweelingen. Het hemelobject werd op 1 januari 1876 ontdekt door de Ierse astronoom Lawrence Parsons.